# Stenocladius flavipennis
Stenocladius flavipennis là một loài bọ cánh cứng trong họ Đom đóm (Lampyridae). Loài này được Kawashima miêu tả khoa học năm 1999.